# 寶福山
22°23′11″N 114°11′08″E / 22.3863°N 114.1855°E

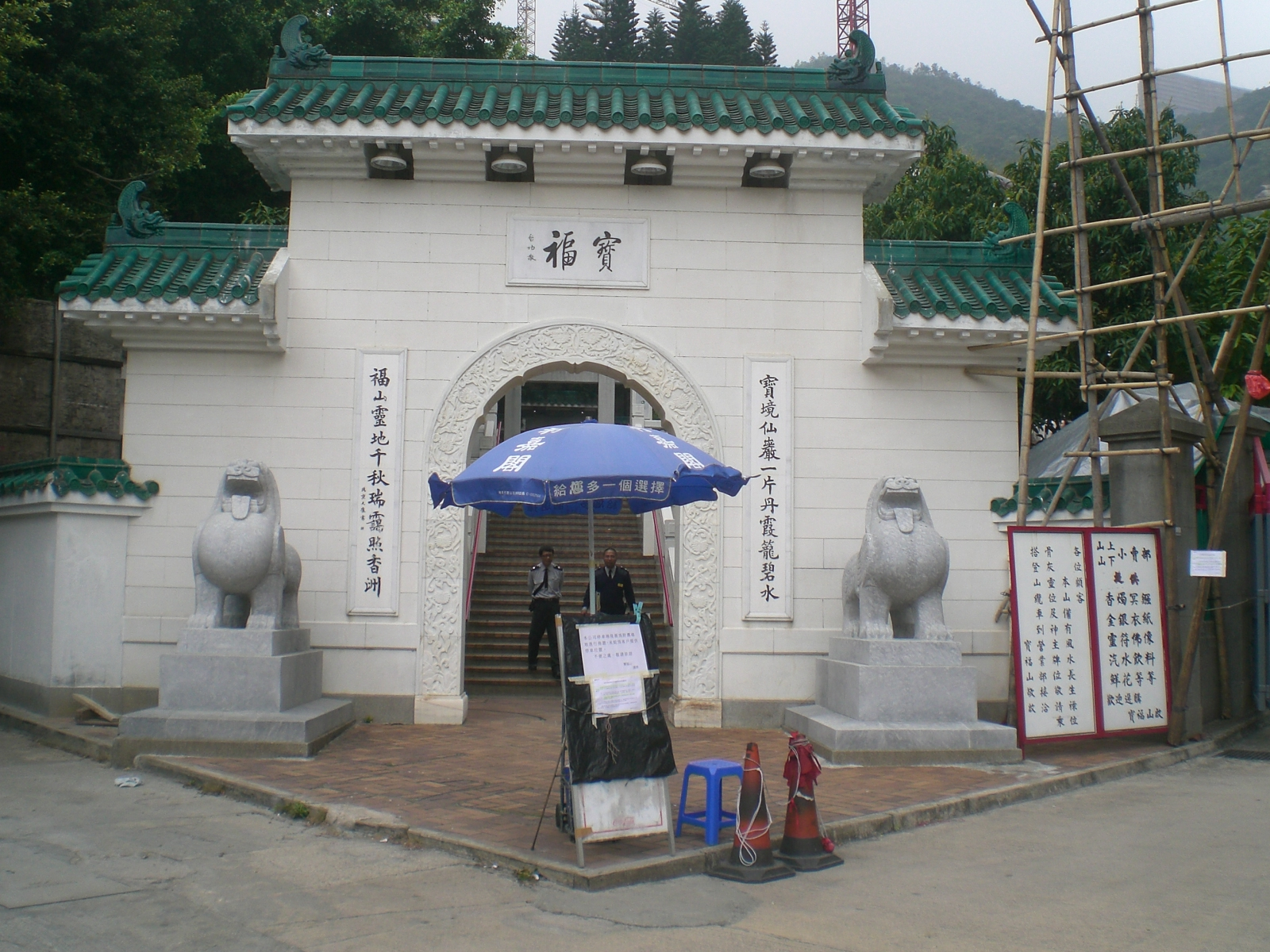
寶福山入口

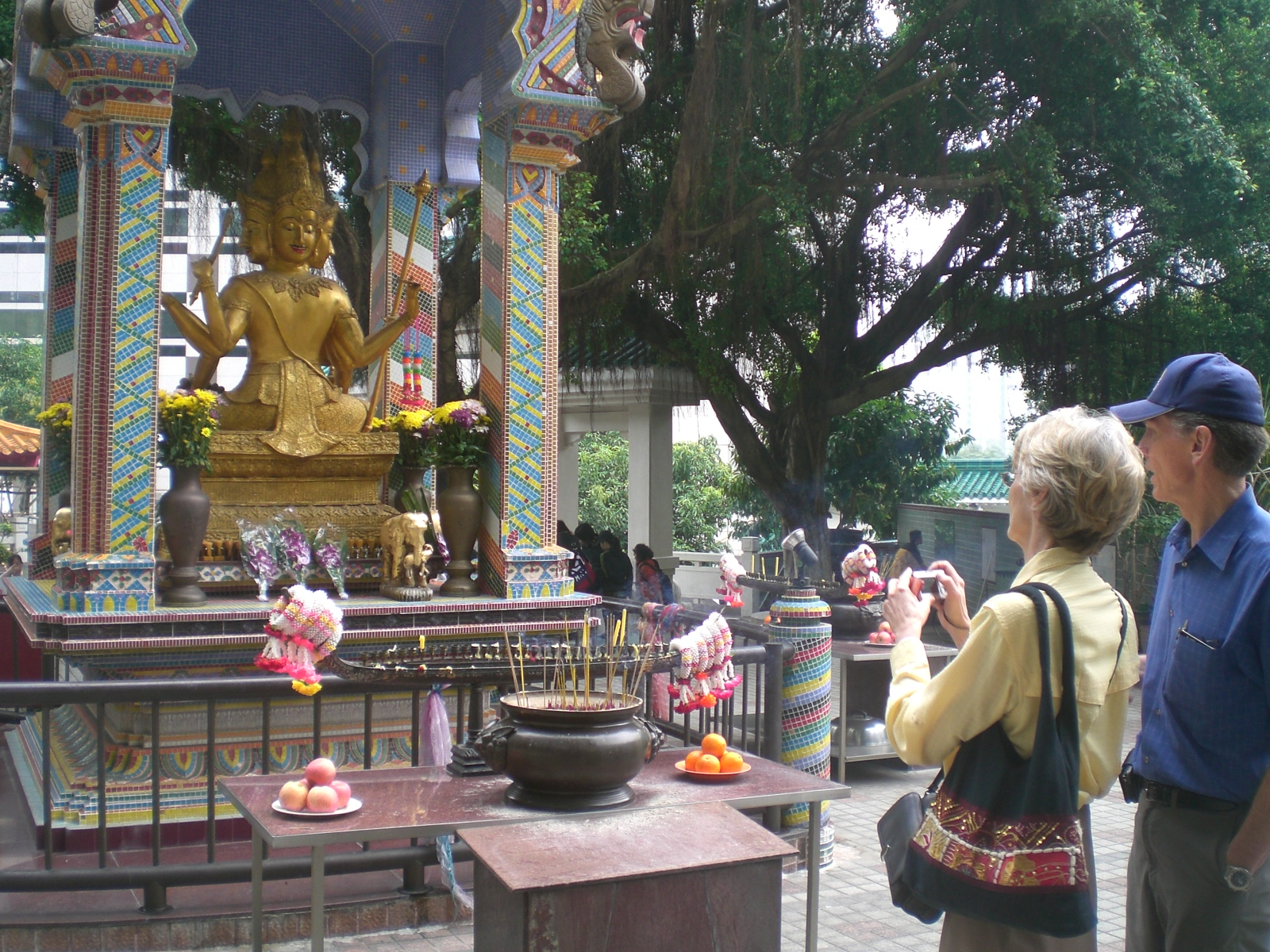
寶福山四面佛

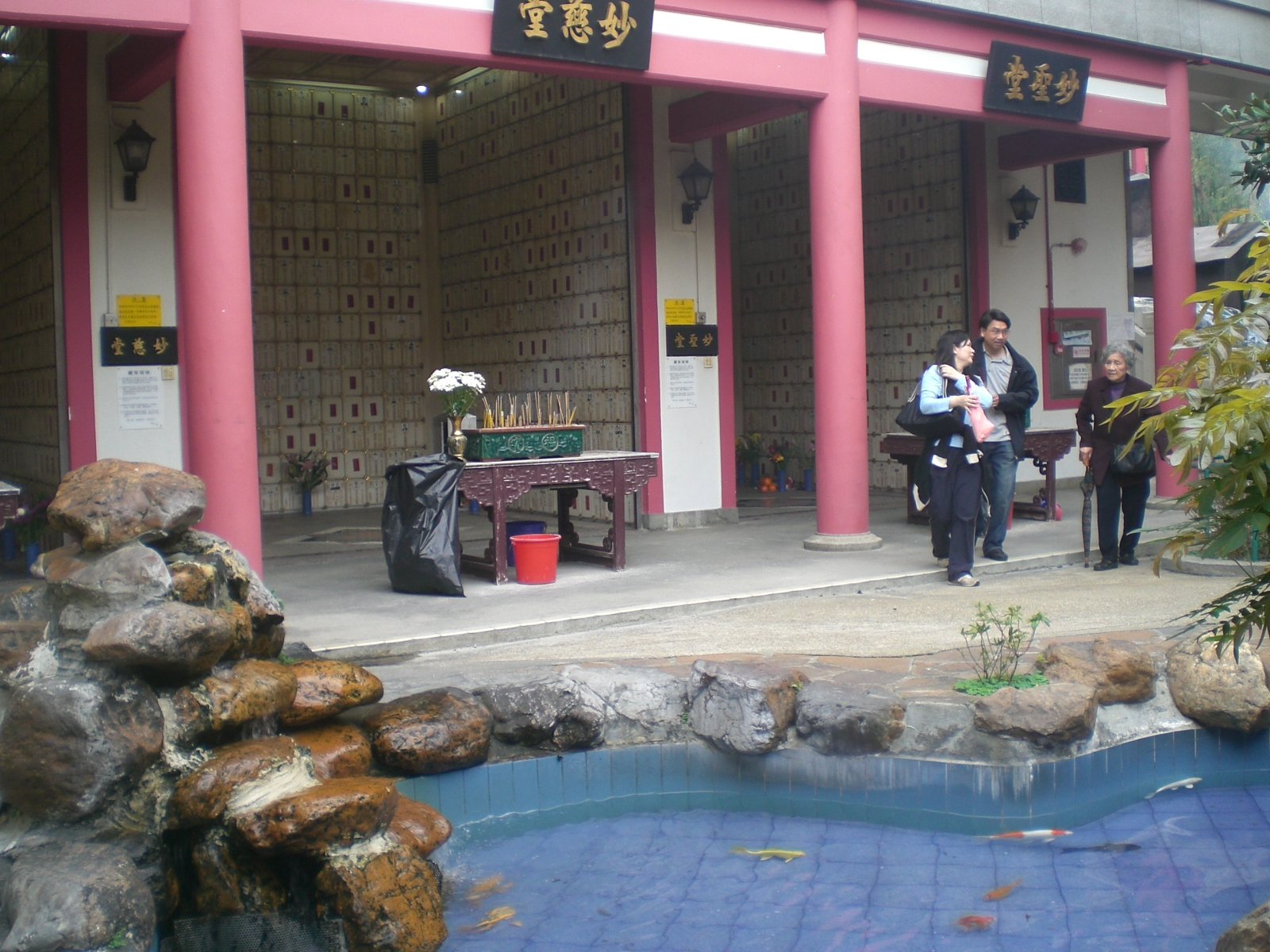
寶福山的骨灰龕

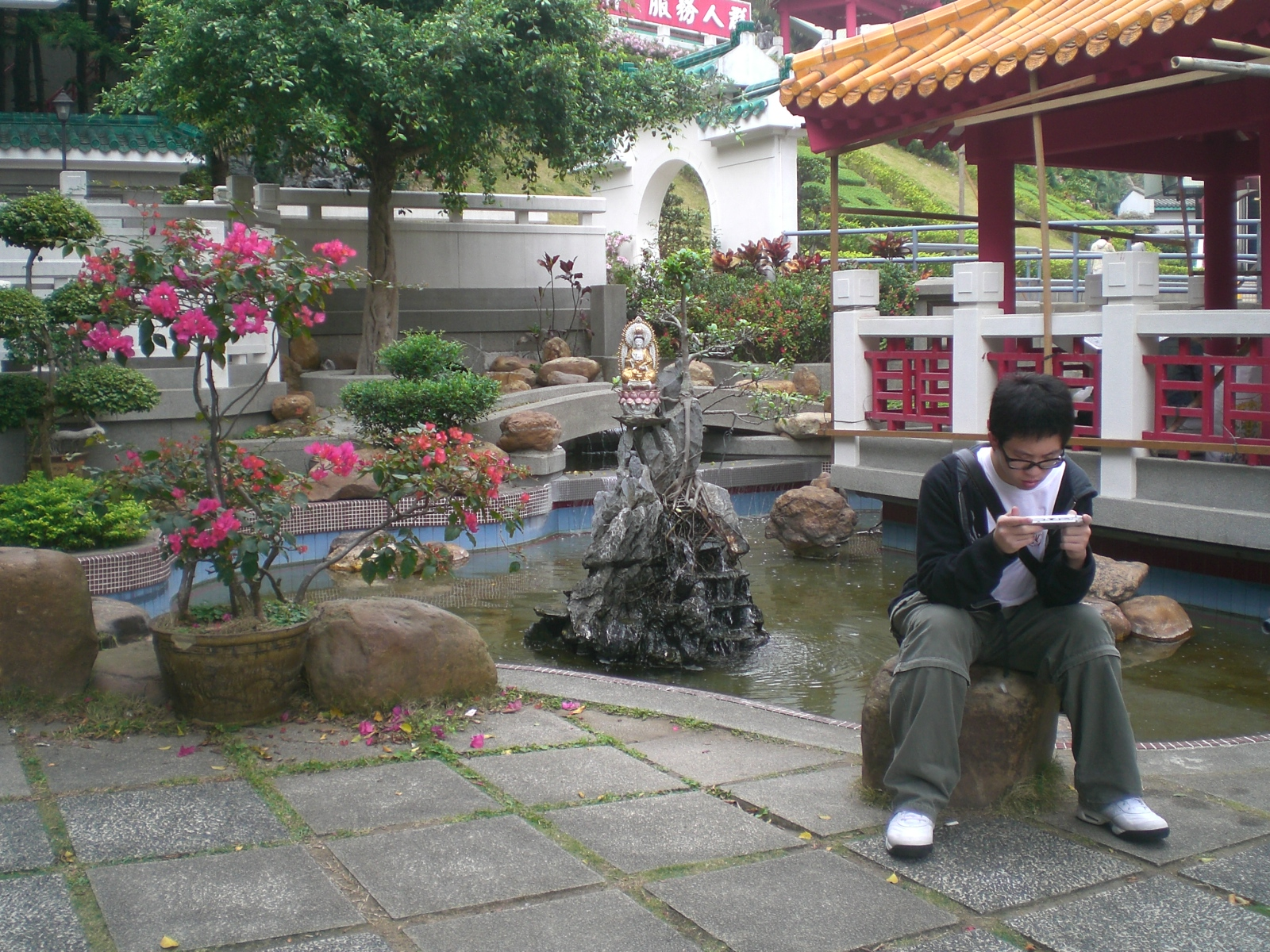
寶福山的前園亭台

寶福山是香港一個骨灰龕場，位於香港新界沙田排頭街（沙田政府合署後方），主要服務為提供私立的骨灰龕位及殮葬服務。由香港殯儀業人士馮成創立
，1991年4月26日進行開光禮。
根據1990年無綫電視播出的《星期一檔案》的報道，寶福山原發展商的大股東是中國海外。

## 特色
寶福山佔地20萬平方尺，採用現代化企業管理，有營業部及顧客服務部。寶福山亦設有直達山頂的登山扶手電梯、斜行升降機及升降機，主要提供骨灰龕和神主牌兩種供奉形式，亦根據靈位的風水位、高低、行數等多方面設定價錢，由數千元至數十萬元不等。另外，寶福山提供24小時管理服務，並定時為先人上香和清潔石碑，在香港的墓園而言亦屬罕見。

## 圖片

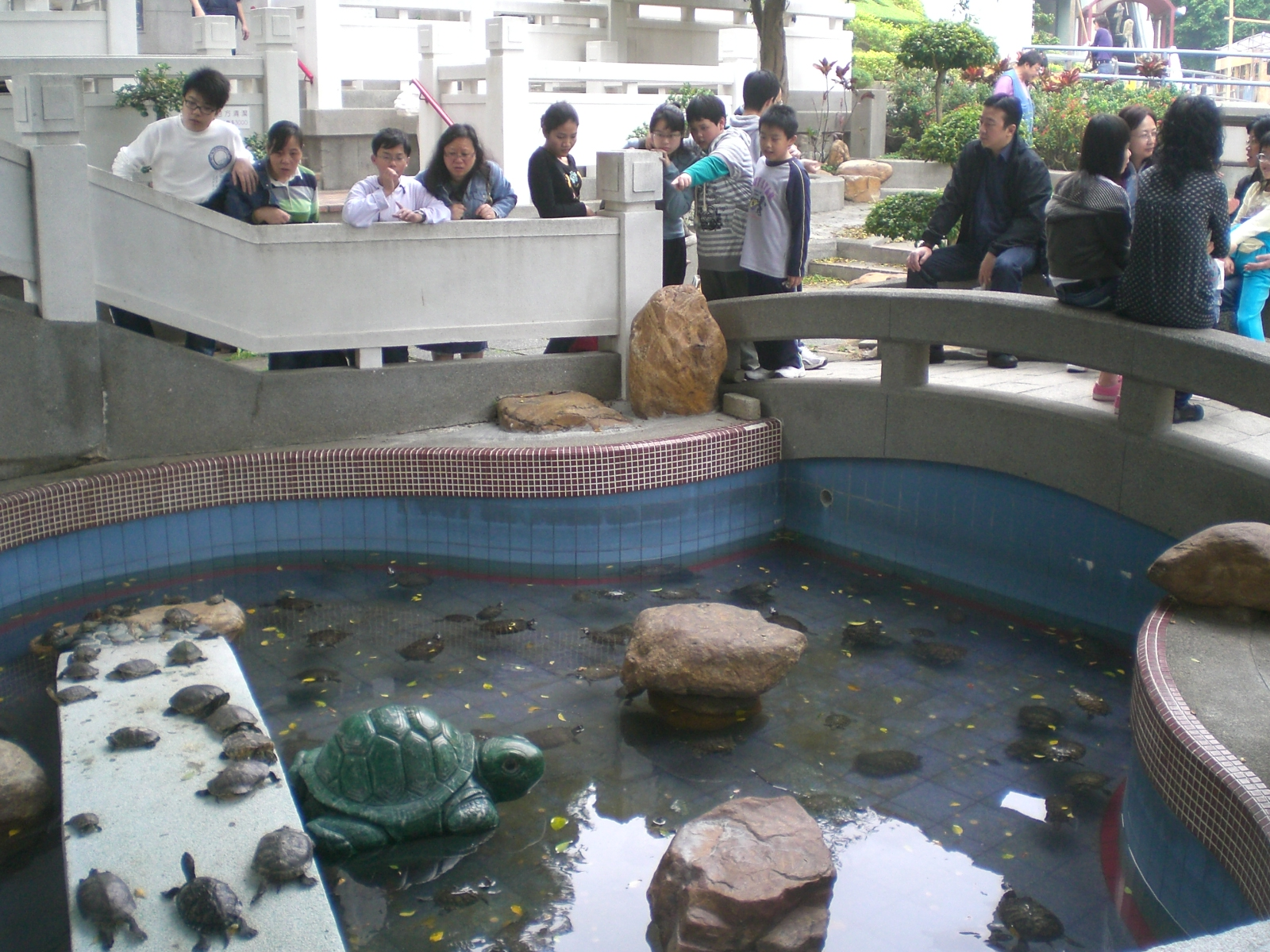
寶福山的許願池
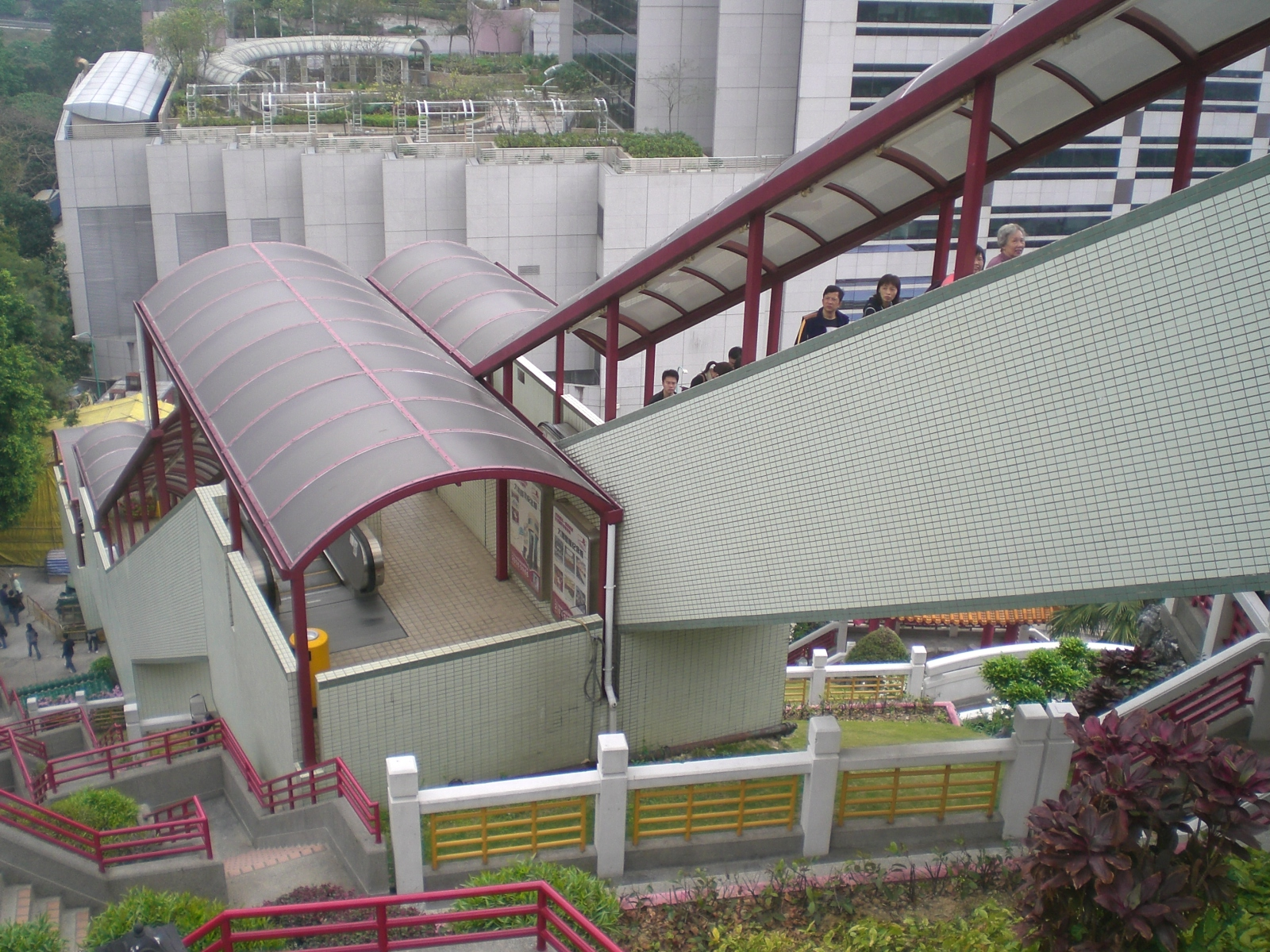
寶福山的登山扶手電梯
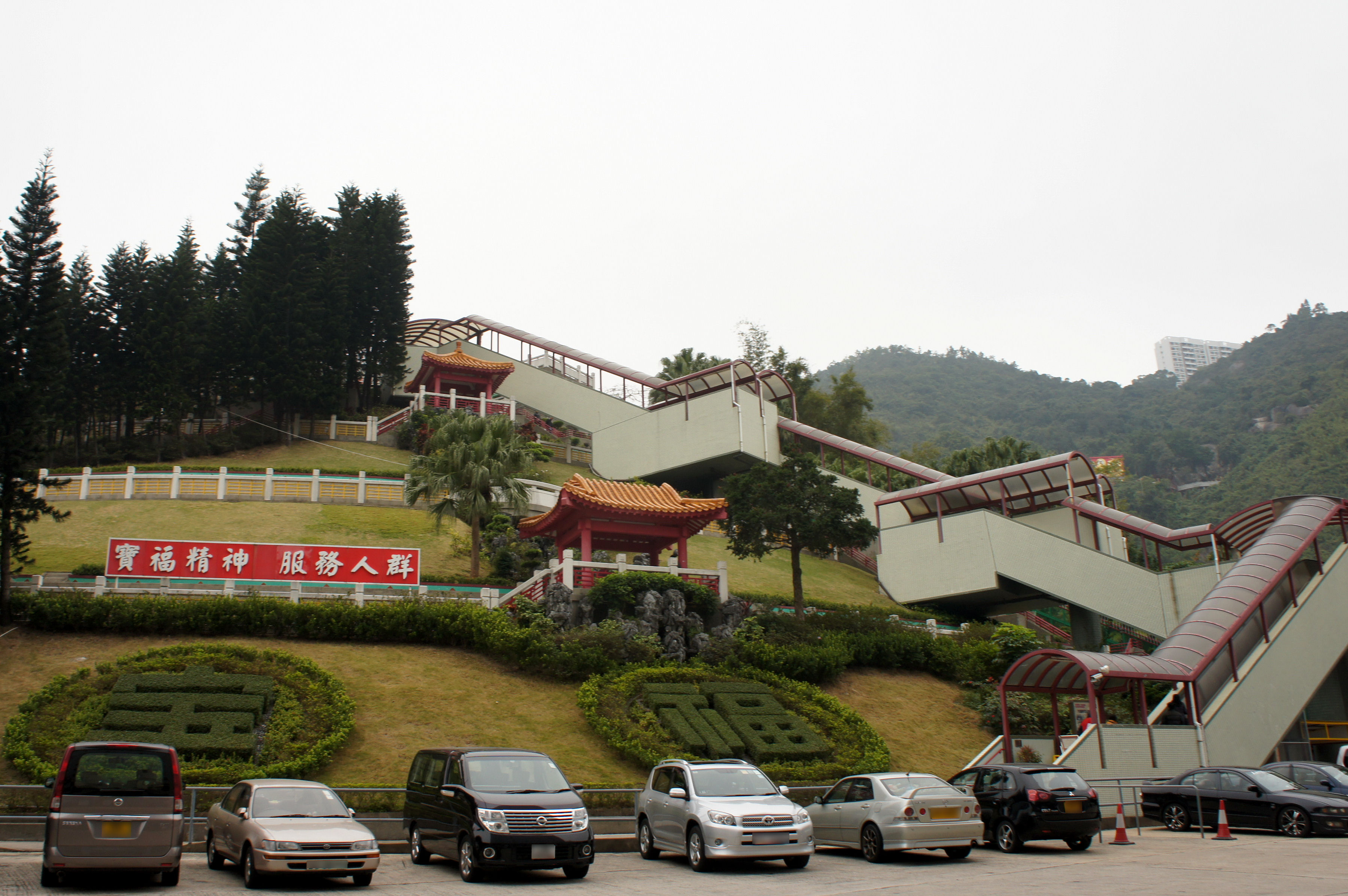
從寶福山停車場上望，登山電梯在右方
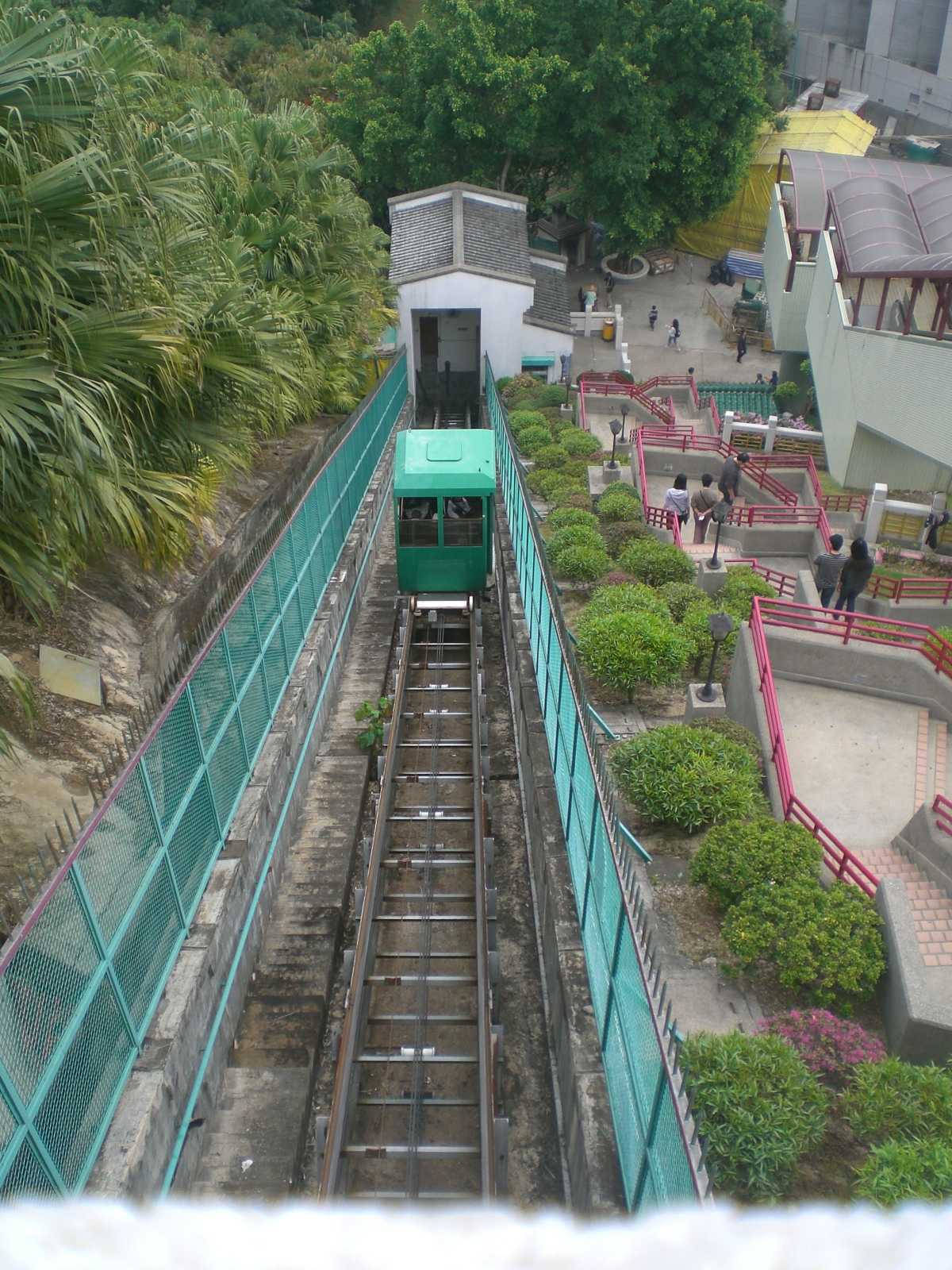
寶福山的斜行升降機（翻新前的機箱）
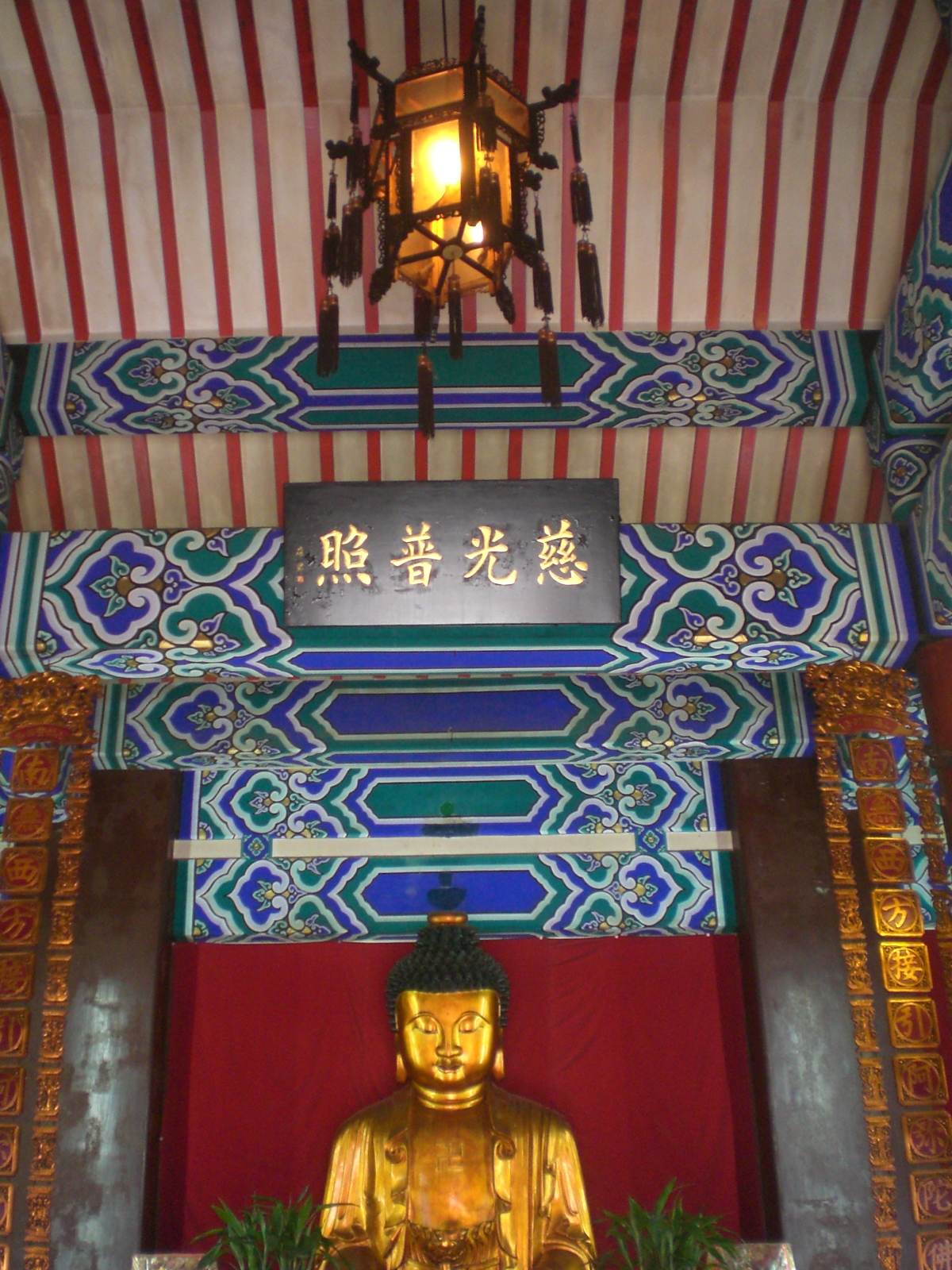
寶福山的大雄寶殿一角
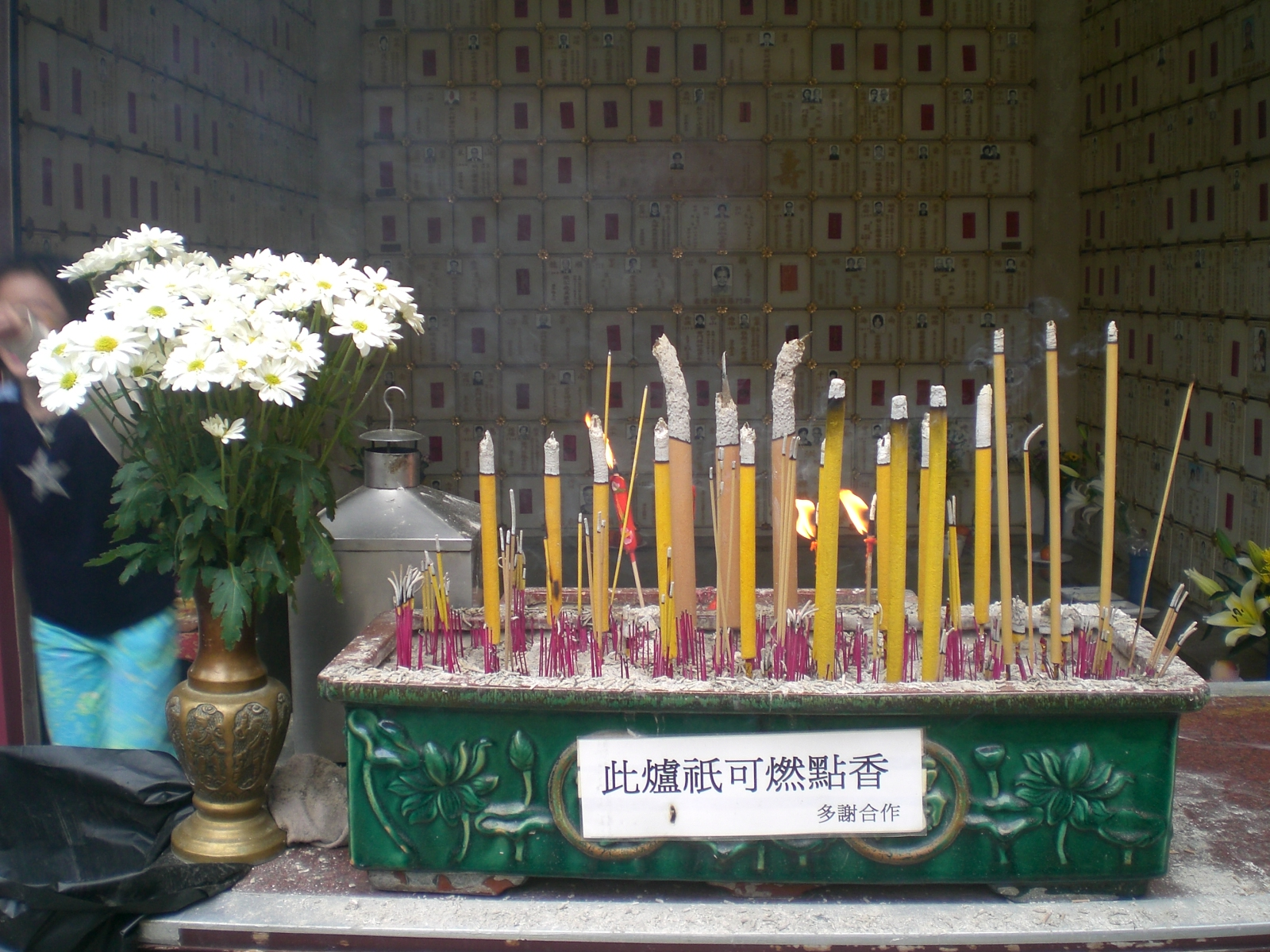
寶福山的骨灰龕香爐

## 下葬名人
- 張國榮（藝人）[5]
- 董驃（藝人、馬評人）[6]
- 羅文（原名譚百先，藝人，靈位）
- 沈殿霞（藝人，靈位）
- 李玟（原名李美林，藝人，靈位）
- 余綺霞[7][8]
- 朱牧
- 向前
- 向華勝（三聖堂）
- 關德興[9]
- 陳毓祥
- 陳僖儀（歌手）[10]
- 張家萬
- 劉家良[11]
- 馮克安
- 鄭昌達（前香港賽馬會見習騎師）
- 伊雷 [12]（靈位）
- 王秀媚老師[13]
- 周志齊老師[13]
- 祝文君（演員），她的丈夫陳忠建先生在他為祝文君寫的「無盡思念」網頁

（食物環境衞生署）的訪客留言中指出，陳祝文君女士的牌位設在蓬瀛仙館永泰堂而不是寶福山。
- 林嘉成（前香港賽馬會見習騎師）
- 香植球（商人）[14]

## 爭議

### 投訴
1990年，香港佛教聯合會向新華社投訴寶福山，認為寶福山設計不符合佛教禮儀。

### 猴子為患
寶福山靠近山邊，距離猴子聚居的金山郊野公園不遠，加上有人喜歡餵飼猴子，所以近年經常有猴子出現。其中清明節、農曆七月盂蘭節及重陽節前後，有人在地上遺下水果等祭品無人清理，惹來猴群，經常發生擾人事件，管理處每次接到受猴子滋擾報告，保安員只是驅趕猴子了事，可謂無補於事。

### 拒絕周梓樂進行後事儀式
於反對逃犯條例修訂草案運動期間，22歲香港科技大學學生周梓樂於2019年11月4日墜樓，至8日不治。及後於11月29日，有媒體報導寶福山突然向周母表示「唔做你生意，全行都唔做你生意」。 其後，事件得到本身有遺體修復師資格的2019年香港十大傑出青年伍桂麟、港姐冠軍譚小環和老公主理的食品「渣哥 一九九六」介入協助，二人都表明可以負責所有費用。
事件其後升溫，公民黨區議員容溟舟公開於寶福紀念館及自己的Facebook專頁質疑寶福紀念館，指自己曾就寶福紀念館訪客車輛對悠安街的違泊問題與寶福紀念館管理層李寶順、運輸署、田心警區及鄰近的屋苑法團主席在馬鞍山警署會議，但寶福紀念館沒有認真處理事情更反說容語帶恐嚇。
其後寶福山發表聲明，指有關消息屬誤傳，又稱已預留兩個禮堂。

## 參閲
- 寶福紀念館──寶福山同系殯儀館

## 外部連結
- 寶福山官網（页面存档备份，存于）